# Saison 13 de Doctor Who, première série
Chronologie
Saison 12 Saison 14
Cet article présente les épisodes de la treizième saison de la première série de la série télévisée Doctor Who.

## Distribution
- Tom Baker (V. F. : Jacques Ferrière) : Le Docteur
- Elisabeth Sladen : Sarah Jane Smith
- Ian Marter (V. F. : Maurice Sarfati) : Harry Sullivan (dans Terror of the Zygons et The Android Invasion)
- Nicholas Courtney : Brigadier Lethbridge-Stewart (dans Terror of the Zygons)
- John Levene : Sergent Benton (dans Terror of the Zygons et The Android Invasion)

## Liste des épisodes
| N°  | Part. | Titre original                    | Titre français        | Scénario             | Réalisation       | Première diffusion au Royaume-Uni                                                          | Code | Audience (en millions)  |
| --- | ----- | --------------------------------- | --------------------- | -------------------- | ----------------- | ------------------------------------------------------------------------------------------ | ---- | ----------------------- |
| 080 | 1     | Terror of the Zygons (4 épisodes) | La Terreur des Zygons | Robert Banks Stewart | Douglas Camfield  | 30 août 1975 6 septembre 1975 13 septembre 1975 20 septembre 1975                          | 4F   | 8,4 6,1 8,2 7,2         |
| 081 | 2     | Planet of Evil (4 épisodes)       | La Planète Diabolique | Louis Marks          | David Maloney     | 27 septembre 1975 4 octobre 1975 11 octobre 1975 18 octobre 1975                           | 4H   | 10,4 9,9 9,1 10,1       |
| 082 | 3     | Pyramids of Mars (4 épisodes)     | -                     | Stephen Harris       | Paddy Russell     | 25 octobre 1975 1er novembre 1975 8 novembre 1975 15 novembre 1975                         | 4G   | 10,5 11,3 9,4 11,7      |
| 083 | 4     | The Android Invasion (4 épisodes) | -                     | Terry Nation         | Barry Letts       | 22 novembre 1975 29 novembre 1975 6 décembre 1975 13 décembre 1975                         | 4J   | 11,9 11,3 12,1 11,4     |
| 084 | 5     | The Brain of Morbius (4 épisodes) | -                     | Robin Bland          | Christopher Barry | 3 janvier 1976 10 janvier 1976 17 janvier 1976 24 janvier 1976                             | 4K   | 9,5 9,3 10,1 10,2       |
| 085 | 6     | The Seeds of Doom (6 épisodes)    | -                     | Robert Banks Stewart | Douglas Camfield  | 31 janvier 1976 7 février 1976 14 février 1976 21 février 1976 28 février 1976 6 mars 1976 | 4L   | 11,4 10,3 11,1 9,9 11,5 |